# Nobeoka
Nobeoka (延岡市?) è una città giapponese della prefettura di Miyazaki.